# Michel Plasson
Pour les articles homonymes, voir Plasson.
Michel Plasson, né le 2 octobre 1933 à Paris, est un chef d'orchestre français.

## Biographie

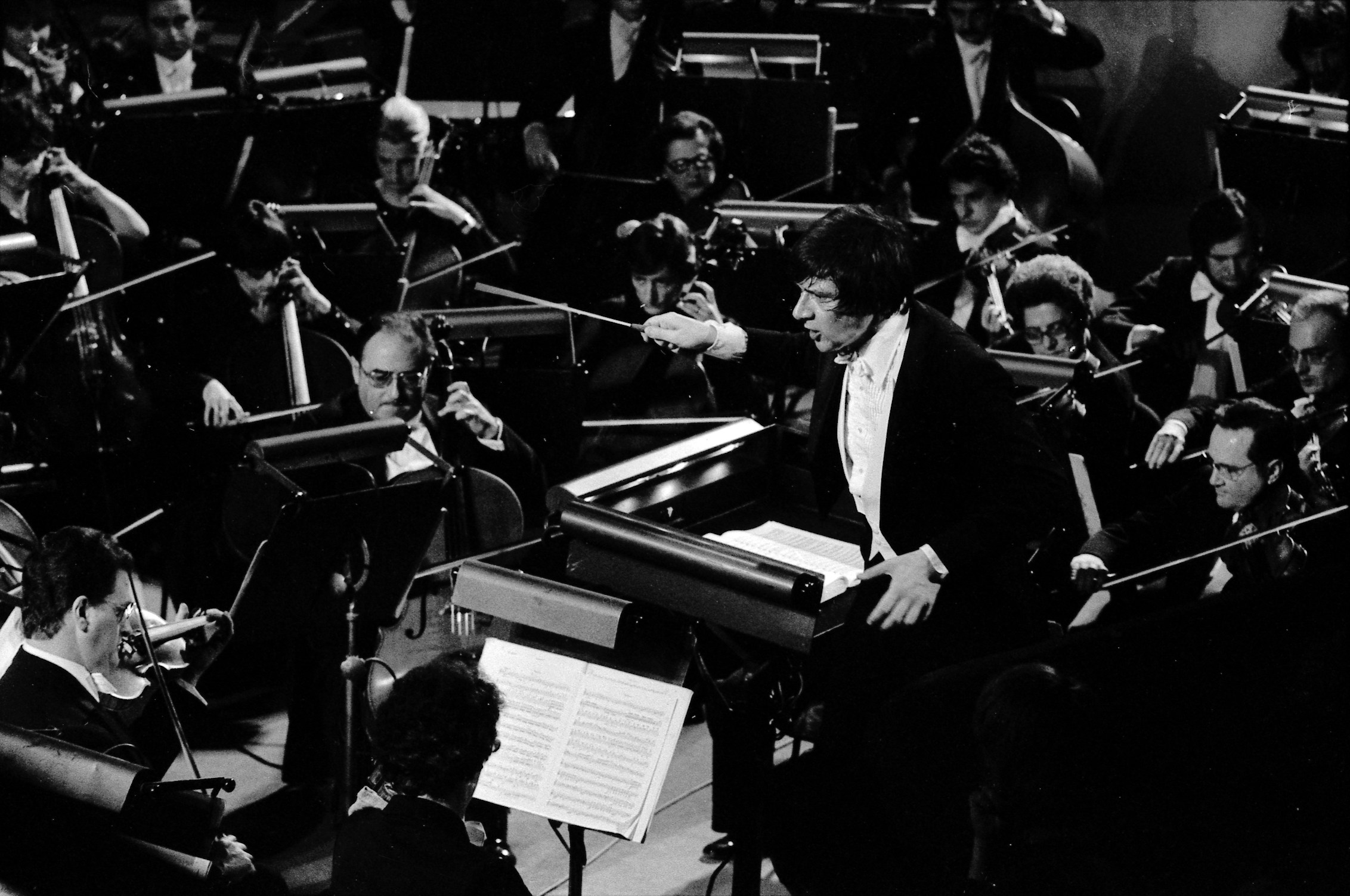
Michel Plasson dirigeant l'Orchestre national du Capitole de Toulouse.

Il fait ses études auprès du pianiste classique Lazare-Lévy au Conservatoire de Paris. Jusqu'en 1958, on peut également l'entendre comme batteur à l’Européen (situé rue Biot à Paris), dans des clubs, des cabarets (il a participé à des enregistrements avec Édith Piaf), dans la fosse d'orchestre de Jo Ricotta pendant que Roger Nicolas et Christian Selva jouaient Mon p'tit pote.
Après avoir remporté un premier prix au Concours de Besançon en 1962, Michel Plasson part pour les États-Unis sur les conseils de Charles Munch. Il s'y perfectionne auprès d'Erich Leinsdorf, Pierre Monteux et Leopold Stokowski avant de revenir en France en 1965. Il est directeur musical de la ville de Metz pendant trois ans, avant de s'installer à Toulouse en 1968, afin de diriger  l'Orchestre national du Capitole de Toulouse, qu'il a contribué à hisser à un niveau international. Depuis le début des années 1990, Michel Plasson travaille aussi régulièrement avec l'orchestre philharmonique de Dresde dont il a été le premier chef pendant sept ans.
Sollicité par les plus grands orchestres et opéras, en Europe, aux États-Unis, en Chine et au Japon, Michel Plasson fait vivre la musique qu'il aime, en particulier la musique française des 19e et 20e siècles dont il est un des apôtres éminents. Ces dernières saisons, il a été invité à l'Opéra de Shanghai pour Carmen de Georges Bizet ; au Teatro Massimo de Palerme pour Manon de Jules Massenet et Faust de Charles Gounod ; au Théâtre de la Maestranza à Séville pour Werther de Massenet et Roméo et Juliette de Gounod ; au Théâtre royal de Parme pour La Damnation de Faust d'Hector Berlioz, à l'Opéra de Zurich pour Le Cid de Massenet ; à l'Opéra de Pékin pour Le Roi d'Ys d'Édouard Lalo ; au Chorégies d'Orange pour Carmen et Faust ; au Mégaron d'Athènes pour Thaïs de Massenet ; à Strasbourg pour Werther de Massenet et Les Troyens de Berlioz etc. Au cours de la saison 2010-2011 Michel Plasson dirige notamment Werther à l'Opéra Bastille et La Damnation de Faust à Tokyo.
Michel Plasson dirige également les orchestres qui l'invitent régulièrement : en France, l'Orchestre de Paris, l'Orchestre de l'Opéra de Nice ; en Europe, les principaux orchestres espagnols, notamment ceux de Barcelone, Madrid, Valence, Séville et Las Palmas, ainsi que l'Orchestre philharmonique de Rotterdam, la plupart des grands orchestres italiens, l'Orchestre de la Suisse romande, l'Orchestre de la Suisse italienne à Lugano. Il dirige régulièrement l'Orchestre symphonique national de Chine, dont il est premier chef pour sept ans et qu'il a mené à Vienne, Varsovie, en Allemagne, en Russie, en Chine, ainsi que l'Orchestre philharmonique de Tokyo au Japon.
Le 4 juin 2010, Michel Plasson a été fait commandeur de la Légion d'honneur alors qu'il se trouvait en Chine. Son fils Emmanuel Plasson est également chef d'orchestre.

## Discographie
Plus d'une centaine d'enregistrements parus chez CBS, puis chez EMI Classics en témoignent (Camille Saint-Saëns, Maurice Ravel, Arthur Honegger, Richard Strauss, Albéric Magnard, Vincent d'Indy, Joseph-Guy Ropartz, César Franck, Henri Dutilleux, Albert Roussel, Giuseppe Verdi, Ernest Chausson, Jacques Offenbach, Hector Berlioz…) ou encore chez Berlin Classics (poèmes symphoniques de Franz Liszt).

## Décorations
- Commandeur de la Légion d'honneur  (4 juin 2010)
- Commandeur de l'ordre national du Mérite (nommé le 10 novembre 1998) ; Officier du 5 mai 1988[2]
- Commandeur de l'ordre des Arts et des Lettres (2 février 1992)[3]